# Trešnjevo, Cetinje
Trešnjevo este un sat din comuna Cetinje, Muntenegru. Conform datelor de la recensământul din 2003, localitatea are 69 de locuitori (la recensământul din 1991 erau 72 de locuitori).

## Demografie
În satul Trešnjevo locuiesc 49 de persoane adulte, iar vârsta medie a populației este de 38,9 de ani (36,9 la bărbați și 40,9 la femei). În localitate sunt 21 de gospodării, iar numărul mediu de membri în gospodărie este de 3,29.
|  |

| Demografie | Demografie | Demografie |
| An         | Locuitori  | Locuitori  |
| ---------- | ---------- | ---------- |
|            |            |            |
|            |            |            |
|            |            |            |
|            |            |            |
| 1948       | 176        |            |
| 1953       | 145        |            |
| 1961       | 142        |            |
| 1971       | 120        |            |
| 1981       | 87         |            |
| 1991       | 72         | 72         |
| 2003       | 69         | 69         |

| \| Componența etnică conform recensământului din 2003[2] \| Componența etnică conform recensământului din 2003[2] \| Componența etnică conform recensământului din 2003[2] \| Componența etnică conform recensământului din 2003[2] \| Componența etnică conform recensământului din 2003[2] \| \| ----------------------------------------------------- \| ----------------------------------------------------- \| ----------------------------------------------------- \| ----------------------------------------------------- \| ----------------------------------------------------- \| \| \| \| \| \| \| \| Muntenegreni \| Muntenegreni \| \| 66 \| 95,65% \| \| Sârbi \| Sârbi \| \| 2 \| 2,89% \| \| necunoscută \| necunoscută \| \| 1 \| 1,44% \| |              |  |    |        |
| Componența etnică conform recensământului din 2003 |              |  |    |        |
| |              |  |    |        |
| Muntenegreni | Muntenegreni |  | 66 | 95,65% |
| Sârbi | Sârbi        |  | 2  | 2,89%  |
| necunoscută | necunoscută  |  | 1  | 1,44%  |